# Herrschaft Fahner
Die Herrschaft Fahner war eine territoriale Verwaltungseinheit der Ernestinischen Herzogtümer. Sie bestand aus drei Dörfern nordwestlich von Gotha, welche alle zunächst unter der Herrschaft der Herren von Vanre standen. 1412/34 kamen die drei Orte der Herrschaft Fahner an die Herren von Seebach. Die Landeshoheit lag seit 1640 beim Herzogtum Sachsen-Gotha, ab 1672 beim Herzogtum Sachsen-Gotha-Altenburg und ab 1826 beim Herzogtum Sachsen-Coburg und Gotha. 
Bis zur Aufhebung der Patrimonialgerichtsbarkeit im Herzogtum Sachsen-Coburg und Gotha im Jahr 1830 und der damit verbundenen Auflösung bildete die Herrschaft Fahner den räumlichen Bezugspunkt für die Einforderung landesherrlicher Abgaben und Frondienste, für Polizei, Rechtsprechung und Heeresfolge.

## Geographische Lage
Das Gebiet der Herrschaft Fahner lag im südlichen Thüringer Becken nördlich von Gotha. Es lag nordöstlich der Fahner Höhe. Die Orte der Herrschaft Fahner liegen heute im Zentrum von Thüringen. Die Gemeinden Großfahner und Gierstädt mit seinem Ortsteil Kleinfahner liegen im Nordosten des Landkreises Gotha.

## Angrenzende Verwaltungseinheiten
Seit der Gründung des Herzogtums Sachsen-Gotha-Altenburg im Jahr 1672 bzw. der Landesteilung 1680 grenzten die Orte der Herrschaft Fahner an folgende Verwaltungseinheiten: 
- Norden und Osten: Erfurter Staat (bis 1802 zu Kurmainz, 1815 endgültig zu Preußen)
- Süden: Herrschaft Tonna (Oberpflege; Herzogtum Sachsen-Gotha)
- Südwesten: Amt Gotha (Herzogtum Sachsen-Gotha)
- Westen: Herrschaft Tonna (Unterpflege; Herzogtum Sachsen-Gotha)

## Geschichte

### Herren von Vanre/von Fahner
Die Orte Großfahner, Kleinfahner und Gierstädt an der Grenze zum Kurmainzisch-Erfurtischem Gebiet wurden im 13. Jahrhundert Teil der Landgrafschaft Thüringen. Sie standen unter der Herrschaft der Herren von Vanre (von Fahner), die Schatzmeister und Kämmerer der Thüringer Landgrafen waren. Das Geschlecht der Herren von Fahner ist in Großfahner seit dem 12. Jahrhundert urkundlich belegt. Sie errichteten in dem Ort eine Wasserburg. 1257 wurden die Herren von Fahner Lehnsmänner und 1370 Erbkämmerer der Grafen von Schwarzburg.

### Herren von Seebach und Landeshoheit der Ernestinischen Herzogtümer
1412 wurde den Herren von Seebach das Mitlehen an Großfahner, Kleinfahner und Gierstädt gegeben, 1434 kaufte Thilo von Seebach Groß- und Kleinfahner. Die Güter blieben bis 1945 in der Hand der Familie.
Als Teil der Landgrafschaft Thüringen kam die Landeshoheit über die drei Fahnerschen Orte nach der Leipziger Teilung der wettinischen Besitzungen im Jahr 1485 zum Kurfürstentum Sachsen der Ernestiner. Durch die Folge des Schmalkaldischen Krieges verloren die Ernestiner im Jahr 1547 die Kurwürde, wodurch ihre Besitzungen im Herzogtum Sachsen vereinigt wurden. Nach mehreren Erbteilungen der Ernestinischen Herzogtümer kamen die Orte der Herrschaft Fahner bei der Ernestinischen Teilung im Jahr 1640 an das Herzogtum Sachsen-Gotha, welches 1672 zum Herzogtum Sachsen-Gotha-Altenburg wurde. Nach dem „Gothaer Hauptrezess“ im Jahr 1680 verblieben die drei adligen Orte der Herren von Seebach beim stark verkleinerten Herzogtum Sachsen-Gotha-Altenburg.
Nachdem 1649 die Wasserburg in Großfahner abgebrannt war, ließ Alexander Thilo von Seebach ließ in der 2. Hälfte des 17. Jahrhunderts ein neues Schloss errichten, dessen beide Teile „Schieferschloss“ und „Ziegelschloss“ genannt wurden. Der durch den Grundherren Friedrich Wilhelm von Seebach und dem Pfarrer von Kleinfahner, Johann Volkmar Sickler, im Jahr 1791 eingeführte Obstanbau hat bis in die Gegenwart eine große wirtschaftliche Bedeutung für die drei Fahnerschen Orte, welche seitdem als „Fahnersche Kirschdörfer“ bekannt sind. 
Nach dem Aussterben der Linie Sachsen-Gotha-Altenburg kam es mit dem Teilungsvertrag zu Hildburghausen vom 12. November 1826 zur umfassenden Neugliederung der Ernestinischen Herzogtümer. Dabei kam die Herrschaft Fahner als Teil von Sachsen-Gotha zum Herzogtum Sachsen-Coburg und Gotha, dessen beide Landesteile fortan in Personalunion regiert wurden. Bei der im Jahr 1830 erfolgten Verwaltungsreform wurde die Patrimonialgerichtsbarkeit der Herren von Seebach aufgehoben und die drei Fahnerschen Orte dem landesherrschaftlichen „Justizamt Tonna“ angegliedert.
Das Herzogtum Sachsen-Coburg und Gotha wurde 1858 in selbständige Städte und Landratsämter gegliedert. Dabei wurde das Justizamt Tonna in Verwaltungsaufgaben dem Landratsamt Gotha unterstellt. Als Justizbehörde bestand das Justizamt Tonna zunächst fort. Es wurde 1858 um den Amtsgerichtsbezirk Herbsleben und 1869 um den Bezirk des Justizamts Volkenroda vergrößert, welcher als Exklave bisher seine eigene Verwaltung unterhielt. Im Jahr 1879 wurden die Gothaischen Justizämter in Amtsgerichte umgewandelt. Dabei übernahm das Amtsgericht Tonna die Justizaufgaben des Justizamts Tonna.

## Zugehörige Orte
- Großfahner
- Kleinfahner
- Gierstädt